# Ігнатьєв Михайло Трофимович
Ігнатьєв Михайло Трофимович (21 листопада 1920, Тетлега, Чугуївський район, Харківська область — 27 листопада 1973, Майкоп) — радянський військовик, учасник Другої світової війни. За особисту мужність та відвагу удостоєний звання Герой Радянського Союзу (1943), нагороджений орденом Леніна, трьома орденами Червоної Зірки,орденом Вітчизняної Війни І ст., медалями. 
Народився в селі Тетлега, Чугуївського району, Харківської області. Українець[джерело?]. 
У 1938 році пішов служити до Червоної армії. Навчався у Сталінградській військовій авіаційні школі льотчиків, яку закінчив 1940 року. У червні 1942 року прибув на радянсько-німецький фронт, де в період до травня 1943 року здійснив 171 бойовий виліт. 
Вийшов у запас 1946 року в званні капітана. Відтоді мешкав у місті Майкоп.
На будівлі Зарожненського НВК встановлено меморіальну таблицю Ігнатьєву Михайлу Трофимовичу.